# Перелетки
Переле́тки в геокриологии (мерзлотоведении) — маломощные мёрзлые толщи, существующие более одного года. Формируются перелетки в результате увеличения глубин сезонного промерзания грунтов, не сопровождающееся соответственным увеличением сезонного протаивания. Иными словами, «перелетовавшие» до следующей зимы слои мёрзлого грунта. С наступлением потепления и обычного для слоёв сезонного промерзания превышение теплооборотов при положительных температурах над теплооборотами при отрицательных температурах, перелеток исчезает.
Отличие перелетка от кратковременно существующей многолетнемёрзлой толщи заключается в том, что последняя возникает периодически вследствие закономерных изменений теплообмена, а перелеток появляется в результате частных похолоданий, вызванных локальными или региональными изменениями теплообмена.
Перелетки широко распространены у южной границы многолетнемёрзлых пород. Для расчёта возможности формирования перелетков в зависимости от различных природных и антропогенных факторов широко используется понятие потенциального сезонного промерзания пород.